# William John Sullivan
Pour les articles homonymes, voir John Sullivan et Sullivan.
William John Sullivan (plus connu sous le nom de John Sullivan) est un militant du logiciel libre né le 6 décembre 1976 à Seattle dans l'État de Washington aux États-Unis.

## Free Software Foundation
Il intègre la Free Software Foundation en 2003 pour travailler sur le projet GNU Press. Il organise depuis 2007 de nombreuses manifestations dans le cadre de ses activités de responsable des opérations militantes, parmi lesquelles BadVista, Defective by Design ou PlayOgg. En mars 2011, il devient directeur de la Fondation, succedant ainsi à Peter T. Brown, en poste depuis 2005.
En mars 2021, il annonce démissionner de son poste.